# Paola Cazzola
Paola Cazzola (Vicenza, 29 settembre 1977) è una pilota motociclistica italiana.

## Carriera
Dopo aver iniziato a gareggiare nel motocross e nel supermotard, dal 2004 si è dedicata alle competizioni in circuito, partecipando ai vari campionati femminili di velocità.
Dal 2005 al 2007 è passata a competere anche nel campionato Europeo Velocità, ottenendo il titolo nella categoria femminile delle 1000 nel 2006 su una Ducati e il secondo posto l'anno successivo su una Yamaha. Dal 2006 al 2008 vince per tre volte il campionato italiano motocicliste categoria Superstock 1000, realizzando nel complesso delle tre stagioni dodici vittorie in gara in questo campionato.
Nel 2010 ha partecipato al campionato mondiale Supersport con una Honda CBR600RR del team Kuja Racing. Dopo quattro gare viene però sostituita, alla vigilia del gran premio d'Italia a Monza, da Andrea Boscoscuro. Rientra nel campionato come wildcard in occasione del gran premio di San Marino a Misano Adriatico con la Yamaha YZF R6 del team Wild Boar. In cinque prove totalizza tre punti classificandosi trentacinquesima nella graduatoria mondiale. Nel 2011 è pilota titolare nel CIV Stock 600 con il team QDP. Ottiene un punto ed il trentaquattresimo posto in classifica finale.

## Risultati nel mondiale Supersport
| 2010 | Moto           |    |    |     |    |  |  |  |    |  |  |  |  |  |  | Punti | Pos. |
| ---- | -------------- | -- | -- | --- | -- |  |  |  | -- |  |  |  |  |  |  | ----- | ---- |
| 2010 | Honda e Yamaha | 14 | 16 | Rit | 15 |  |  |  | 18 |  |  |  |  |  |  | 3     | 35º  |

| Legenda | 1º posto        | 2º posto            | 3º posto           | A punti      | Senza punti        | Grassetto – Pole position Corsivo – Giro più veloce |
| Legenda | Gara non valida | Non qual./Non part. | Ritirato/Non class | Squalificato | '-' Dato non disp. | Grassetto – Pole position Corsivo – Giro più veloce |